# Энджу, Ферхат
Ферхат Энджу (род. 5 августа 1985) — курдский политик, член Великого национального собрания Турции в 2015-18 годах. Более всего известен своей речью, произнесённой в здании парламента в Анкаре. В этой речи Энджу обвинил власти Турции в насилии по отношению к курдам и плохом отношении к ним. После своей речи Энджу был арестован и лишен депутатской неприкосновенности.

## Биография
Родился 5 августа 1985 года в селении Гюлязы, находящемся в иле Ширнак. Хорошо владеет курдским языком. После окончания школы в 2009 году поступил в университет Чукурова, но в 2011 году взял академический отпуск, чтобы иметь возможность защищать интересы жертв авиаудара в Робоски, в ходе которого он потерял 11 родственников. После этого занялся политической карьерой, в июне 2015 года был избран в Великое национальное собрание Турции от Демократической партии народов, в ноябре того же года переизбран.

## Политическая карьера
Эджу активно боролся за права жертв авиаудара в Робоски. Сначала он совместно со воим братом Вели Энджу был официальным представителем родственников жертв авиаудара, но со временем решил сделать юридическую карьеру на госслужбе, чтобы инициировать официальное расследование авиаудара в Робоски. Карьера Энджу прервалась в 2016 году, он был арестован и обвинён в «пропаганде терроризма».

### Речь в парламенте
В начале 2016 года Энджу произнёс речь в здании парламента в Анкаре. В своей речи он критиковал турецкое правительство за его отношение к курдам, упомянув, помимо прочего, авиаудар в Робоски и продолжающийся конфликт с Рабочей партией Курдистана. Длившаяся 6 минут речь Энджу постоянно прерывалась криками членов ВНСТ. Они обвиняли Энджу в связях с террористами, государственной измене, а также угрожали ему лишением жизни за критику турецкого правительства. В результате возникла неразбериха, в ходе которой члены правящей партии Справедливости и развития устроили давку, в которой пострадал Энджу, также члены ПСР выкрикивали обвинения в поддержке терроризма. По некоторым данным, на речь Энджу в парламенте реагировали ударами и шлепками. Ещё до произнесения речи Энджу критиковал правительство Турции за насилие по отношению к курдам.

### Аресты
Ещё до своей речи в парламенте Энджу неоднократно подвергался преследованию. Во время защиты прав жертв авиаудара в Робоски он был обвинён в нападении на главу Улудере, за что был арестован и содержался под стражей. После речи в парламенте Анкары Энджу был арестован и содержался в центре досудебного содержания, в ноябре 2016 года он был признан виновным в пропаганде тероризма, распространении недостоверных сведений об армии, разжигании нетерпимости, незаконном проникновении на военные объекты, а также покушении на госслужащего, находящегося при исполнении обязанностей. Энджу был лишён депутатской неприкосновенности и помещён в тюрьму типа F в Кандыре.
В 2018 году Энджу был признан виновным в оскорблении правительства и приговорён к 10 месяцам тюремного заключения. Освобождён в июне 2019 года.
17 марта 2021 года государственный прокурор Кассационного суда Турции Бекир Шахин подал иск в Конституционный суд Турции с требованием на 5 лет запретить вести политическую деятельность Энджу и 686 другим членам Демократической партии народов. Помимо этого, был подан запрос на запрет Демократической партии народов из-за её предполагаемых связей с РПК.